# Завьялов, Фёдор Семёнович
Фёдор Семёнович Завья́лов (21 октября [2 ноября] 1810, Санкт-Петербург — 15 [27] июня 1856, там же) — русский живописец, представитель петербургского академизма николаевской эпохи, ассоциируемый с классицистской традицией, автор исторических картин и портретов. Академик (с 1844) и профессор (с 1855) Императорской Академии художеств, один из первых преподавателей Московского училища живописи и ваяния (в 1844–1848).

## Биография
Родился в Санкт-Петербурге, как считается, 21 октября (2 ноября) 1810 года (по другой датировке, данной в «Петербургском некрополе» — 14 октября 1811 года); сын титулярного советника Семёна Антоновича Завьялова. В Санкт-Петербургском архиве имеются две записи о браке Семёна Антоновича Завьялова: 13 ноября 1808 года — на дочери коллежского регистратора Елене Алексеевне Дементьевой (церковь Пантелеймона при Партикулярной верфи); 19 мая 1811 года — на купеческой дочери Марии Ивановне Угрюмовой (Андреевский собор на Васильевском острове).
Поступил в Императорскую Академию художеств в 1821 году, где его наставником по части живописи был А. Е. Егоров. В 1833 году получил малую золотую медаль за картину «Гектор упрекает Париса в бездействии» и звание неклассного художника. Получив в 1836 году большую золотую медаль за картину «Самсон разрушает храм филистимлян» (ныне в Музее Российской академии художеств), отправлен в Италию, где пробыл до 1843 года.
За привезенные оттуда картины «Аббадонна» (находился в Румянцевском музее в Москве, с 1925 года в Третьяковской галерее) и «Сошествие Христа в ад» признан академиком в 1844 году. В том же году назначен инспектором и преподавателем в Московское училище живописи, ваяния и зодчества. Здесь он служил до сентября 1848 года, принося немалую пользу этому заведению и способствуя образованию молодых талантов, наиболее известным из которых стал Василий Худяков.
За картину «Положение Спасителя во гроб» (находилась в домовой церкви Академии художеств, с 1951 года в Эрмитаже) признан в 1853 году профессором. В 1855 году занимал место преподавателя Академии художеств, но всего лишь около полугода. Не обладая находчивостью и большой фантазией, был отличным рисовальщиком и неплохим колористом. Из его произведений, помимо упомянутых, можно указать на стенную живопись в Святых сенях Грановитой палаты Кремля, в Гатчинском соборе, в церкви лейб-егерского полка и в Исаакиевском соборе, а также на образ святого Александра Невского на внешней стене часовни на Николаевском мосту в Санкт-Петербурге.
Умер от холеры 15 (27) июня 1856 года, похоронен на Смоленском православном кладбище (уч. 44, 2-я Надеждинская дорожка).

## Галерея

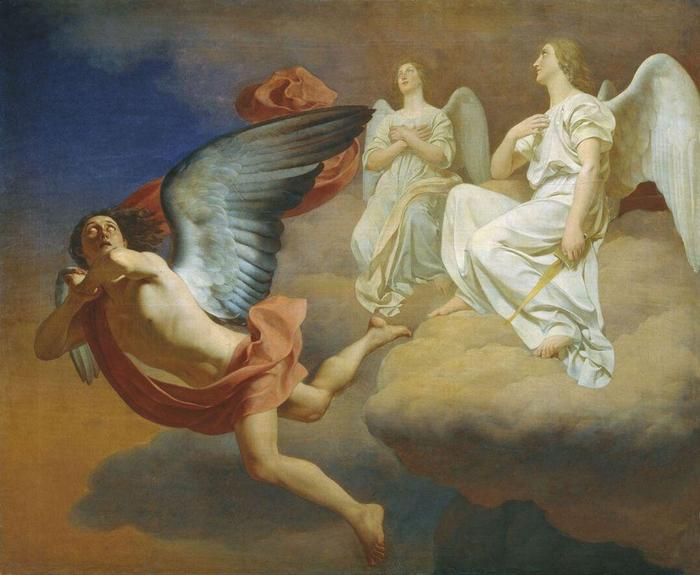
Абадонна и ангелы. Не позднее 1843 Холст, масло. 89 × 109,2 см Третьяковская галерея, Москва
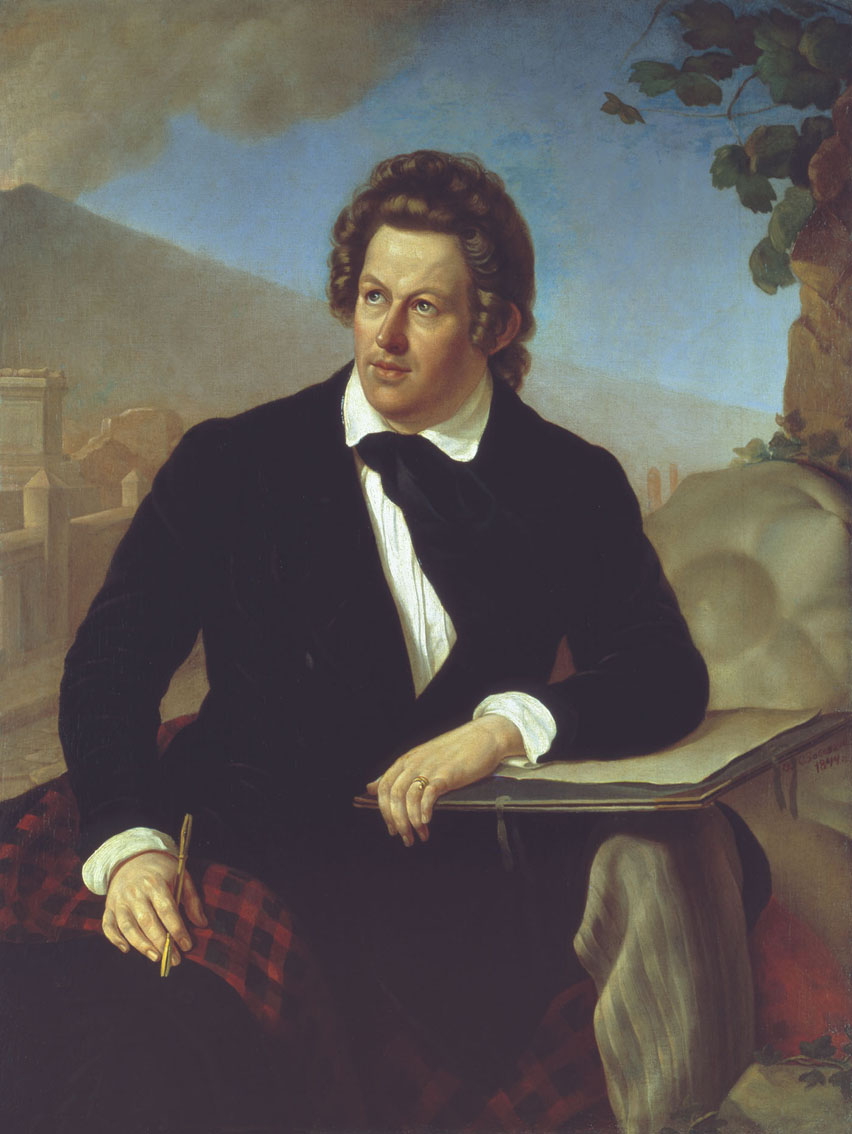
Портрет К. П. Брюллова. 1844 Холст, масло. 112,3 × 84,7 см Третьяковская галерея, Москва
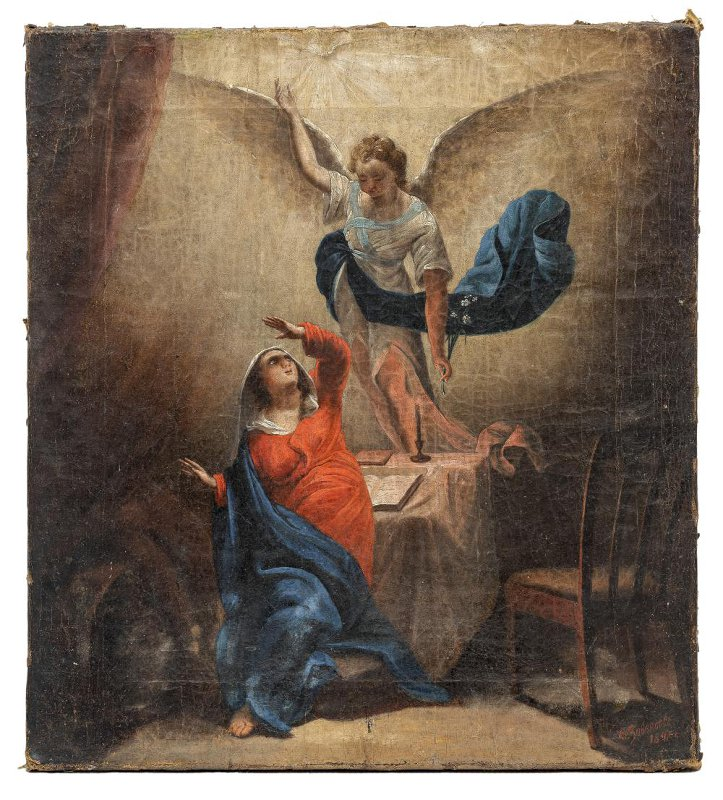
Благовещение. 1847 Холст, масло. 37,3 × 33,5 см Музей Исаакиевского собора, Санкт-Петербург

## Семья
Женился 14 февраля 1845 года на Аделаиде Фёдоровне Брюлловой, дочери Ф. П. Брюллова.